# Clas Ohlson

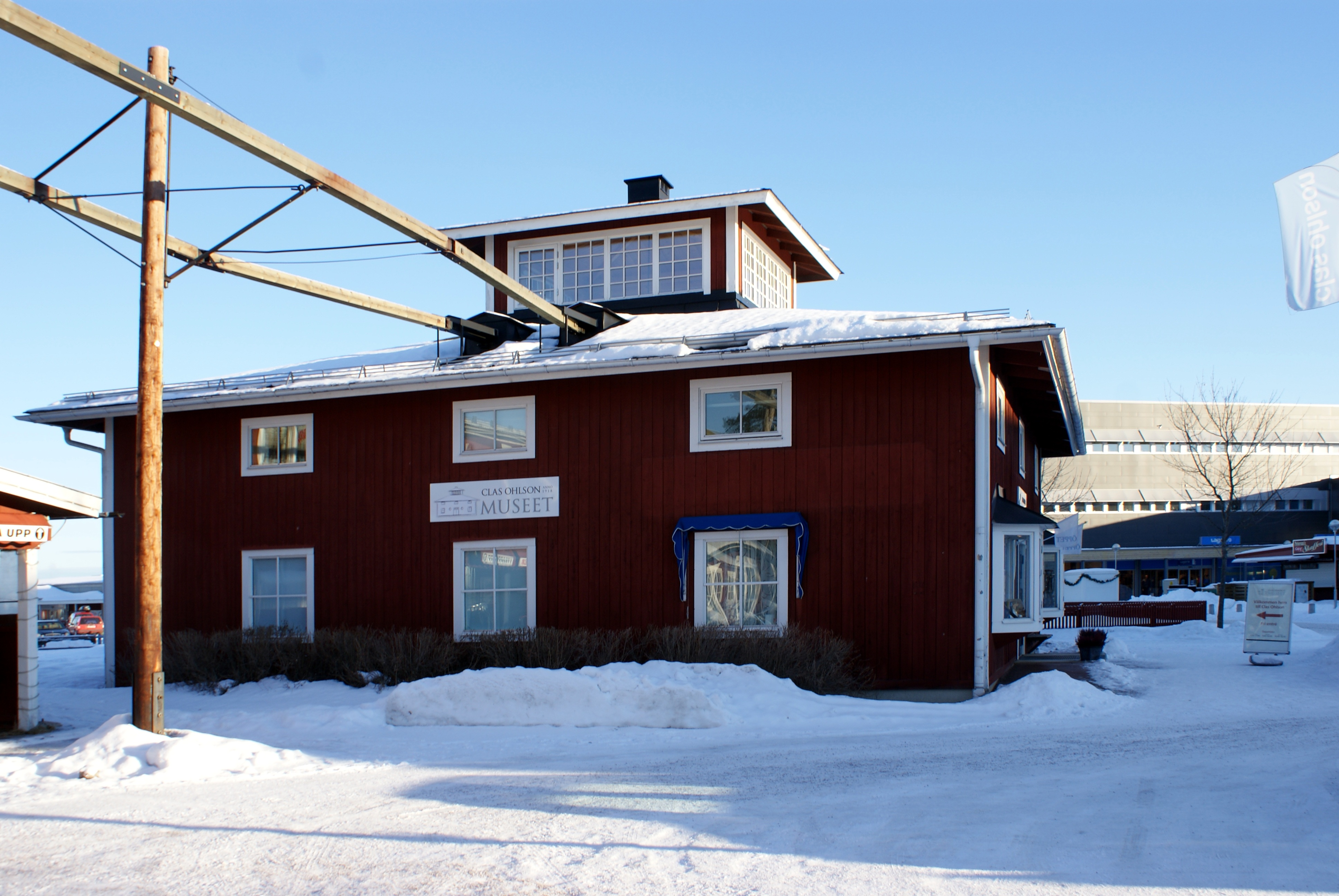
Museum in Insjön

Clas Ohlson is een Scandinavisch winkelbedrijf, dat in 1918 werd opgericht als postorderbedrijf in Insjön, Zweden.
Het bedrijf heeft 227 filialen in Zweden, Noorwegen, Finland en Groot-Brittannië en een webshop. De exploitatie van de vestigingen in Duitsland is sinds april 2019 gestaakt. Met uitzondering van de vestiging in Reading, zijn alle vestigingen in Groot-Brittannië en de franchisevestigingen in de Verenigde Arabische Emiraten eveneens gesloten.
In de warenhuizen van Clas Ohlson wordt een assortiment aangeboden op het gebied van wonen, doe-het-zelfartikelen, elektronica, multimedia, tuin en vrijetijd. 
Het bedrijf is genoteerd aan de Nasdaq Stockholm.

## Geschiedenis
Clas Ohlson (1895-1979) richtte in 1918 zijn postorderbedrijf Clas Ohlson & Co op. Hij was geïnteresseerd in technologie en begon technische handboeken te verkopen. Op 30 juni 1989 opende in het centrum van Stockholm de eerste Clas Ohlson-winkel buiten Insjön. De eerste vestiging buiten Zweden werd op 26 augustus 1991 in Oslo (Noorwegen) geopend.
Clas Ohlson werd op 5 oktober 1999 genoteerd op de beurs van Stockholm. Op 14 november 2002 werd de eerste vestiging in Finland in Helsinki. De expansie naar Groot-Brittannië startte met de opening van de eerste winkel in Croydon in het zuidwesten van Londen op 27 november 2008.
De eerste franchisewinkel van Clas Ohlson opende 1 april 2014 in Dubai. Op 19 mei 2016 werd de eerste Duitse vestiging geopend in Hamburg, die in april 2019 alweer gesloten werd. Al in december 2018 kondigde het bedrijf de sluiting aan van alle Duitse en bijna alle Britse vestigingen wegens slechte bedrijfsresultaten.